# 嘉兴 (西凉)
嘉兴（417年二月—420年七月）是十六国時期西涼君主李歆的年號，共計3年餘。

## 纪年
| 嘉興 | 元年  | 二年  | 三年  | 四年  |
| ---- | ----- | ----- | ----- | ----- |
| 公元 | 417年 | 418年 | 419年 | 420年 |
| 干支 | 丁巳  | 戊午  | 己未  | 庚申  |

## 参看
- 中国年号索引
- 同期存在的其他政权年号
  - 义熙（405年-418年十二月）：東晉皇帝晋安帝司马德宗的年号
  - 元熙（419年正月-420年六月）：東晉皇帝晋恭帝司马德文的年号
  - 永初（420年六月—423年十二月）：南朝宋皇帝宋武帝刘裕的年号
  - 永和（416年二月-417年八月）：后秦政权姚泓年号
  - 凤翔（413年三月-418年十月）：夏国政权赫连勃勃年号
  - 昌武（418年十一月-419年正月）：夏国政权赫连勃勃年号
  - 真兴（419年二月-425年七月）：夏国政权赫连勃勃年号
  - 弘始（399年九月-416年正月）：后秦政权姚兴年号
  - 永和（416年二月-417年八月）：后秦政权姚泓年号
  - 更始（409年七月-412年八月）：西秦政权乞伏乾归年号
  - 永康（412年八月-419年十二月）：西秦政权乞伏熾磐年号
  - 建弘（420年正月-428年五月）：西秦政权乞伏熾磐年号
  - 太平（409年十月-430年十二月）：北燕政权冯跋年号
  - 玄始（412年十一月-428年十二月）：北凉政权沮渠蒙逊年号
  - 泰常（416年四月-423年十二月）：北魏政权拓跋嗣年号

## 消歧義
- 浙江省嘉兴市

| 前一年號： 建初 | 西涼年号 | 下一年號： 永建 |